# Ron Santo
Ronald Edward Santo (ur. 25 lutego 1940, zm. 3 grudnia 2010) – amerykański baseballista, który występował na pozycji trzeciobazowego przez 15 sezonów w Major League Baseball.
Santo po ukończeniu szkoły średniej w 1959 podpisał kontrakt jako wolny agent z Chicago Cubs i początkowo występował w klubach farmerskich tego zespołu, w San Antonio Missions (Double-A) i Houston Buffs (Triple-A). W MLB zadebiutował 26 czerwca 1960 w meczu przeciwko Pittsburgh Pirates, w którym zaliczył double. W 1963 po raz pierwszy wystąpił w Meczu Gwiazd, a rok później po raz pierwszy otrzymał Złotą Rękawicę. W 1967 w głosowaniu do nagrody MVP National League zajął 4. miejsce za Roberto Clemente z Pittsburgh Pirates, Timem McCarverem i Orlando Cepedą (obydwaj z St. Louis Cardinals).
W grudniu 1973 w ramach wymiany zawodników przeszedł do Chicago White Sox, w którym zakończył karierę. Zmarł 3 grudnia 2010 w wieku 70 lat na raka pęcherza moczowego. W 2012 został wybrany do Galerii Sław Baseballu.
| Nagroda/wyróżnienie         | Lata                                                 | Źródło |
| 9× All-Star                 | 1963, 1964, 1965, 1966, 1968, 1969, 1971, 1972, 1973 | [ 3 ]  |
| 5× Gold Glove Award         | 1964, 1965, 1966, 1967, 1968                         | [ 5 ]  |
| Lou Gehrig Memorial Award   | 1973                                                 | [ 9 ]  |
| Baseball Hall of Fame       | od 2012                                              | [ 8 ]  |
| # 10 zastrzeżony przez Cubs | 2003                                                 | [ 10 ] |